# Катастрофа Ан-140 под Баку
Катастрофа Ан-140 под Баку — крупная авиационная катастрофа, произошедшая в пятницу 23 декабря 2005 года. Авиалайнер Ан-140-100 компании АЗАЛ (Азербайджанские авиалинии) выполнял регулярный пассажирский рейс AHY217 по маршруту Баку—Актау, когда на этапе взлёта и начального набора высоты в условиях ночного полёта в сложных метеоусловиях из-за нештатной работы бортовой системы индикации крена и тангажа (авиагоризонты) произошла потеря контроля пространственного положения со стороны членов экипажа. В итоге самолёт перешёл в нисходящую спираль с последующим столкновением с водной поверхностью. Авиалайнер упал примерно через семь минут после взлёта в Каспийское море, в 18 км от аэропорта, к северу от посёлка Нардаран. Погибли все находившиеся на его борту 23 человека — 18 пассажиров и 5 членов экипажа.

## Самолёт
Ан-140 (регистрационный номер 4K-AZ48, заводской 36525307036) был выпущен в 2004 году. 8 июля 2004 года самолёт был закуплен в рамках соглашения, подписанного между концерном «Азербайджанские авиалинии» и Харьковским государственным авиационным предприятием. Контракт также предусматривал обучение технического персонала и техническое обслуживание самолётов. Стоимость контракта составляла $36,4 млн (по $9,1 млн за каждый из четырех самолётов).
Технические показатели:
- Максимальная взлётная масса самолёта — 21,5 т;
- Объём груза — 6 т;
- Максимальный запас топлива — 4,44 т;
- Крейсерская скорость — 450 км/ч (может быть увеличена до 537 км/ч).

27 ноября 2004 года самолёт был передан в эксплуатацию и налетал более 1000 часов.

## Экипаж и пассажиры
Экипаж самолёта состоял из 5 человек:
- Командир воздушного судна (КВС) — Андрей Лаврин.
- Второй пилот — Фархад Ганбарли.
- Бортмеханик — Геннадий Чернышев.
- Бортинженер — Талыб Алиев.
- Стюардесса — Анжелика Попова.

Также на борту самолёта находились 18 пассажиров, среди которых были граждане Азербайджана, Казахстана, Австралии, Великобритании, Турции и Грузии.
| Гражданство    | Пассажиры | Экипаж | Всего |
| -------------- | --------- | ------ | ----- |
| Азербайджан    | 10        | 5      | 15    |
| Казахстан      | 4         | 0      | 4     |
| Австралия      | 1         | 0      | 1     |
| Великобритания | 1         | 0      | 1     |
| Турция         | 1         | 0      | 1     |
| Грузия         | 1         | 0      | 1     |
| Всего          | 18        | 5      | 23    |

## Хронология событий
Самолёт выполнял рейс AHY217 Баку–Актау. Взлёт (в 22:19 по местному времени) производился ночью в сложных метеоусловиях. Через 42 секунды после отрыва самолёта на записи бортового устройства регистрации БУР-92А была зарегистрирована разовая команда «ОТКАЗ АГ ПРАВОГО», которая продолжалось до момента прекращения записи параметрической информации системой БУР-92А, что говорит о том, что выполнение взлёта и последующего набора высоты производились при фактически заарретированном состоянии левого и резервного авиагоризонтов. Подобная ситуация с неисправностью, сопровождавшаяся отсутствием световой сигнализации в темное время суток, а также в условиях сплошной облачности с высотой нижней кромки около 80 метров, привела к сложной ситуации.
После срабатывания сигнализации отказа правого авиагоризонта в условиях отсутствия индикации о пространственном положении самолёта и сигнализации отказа левого и резервного авиагоризонтов экипаж потерял пространственную ориентировку, что сделало ситуацию аварийной. Экипаж доложил о нештатной ситуации на борту службе движения. Во время попадания в неконтролируемый крен пилоты попытались определить крен и вывести из него судно, однако их попытки оказались безуспешными.
Примерно через 3 минуты после срабатывания сигнализации отказа правого авиагоризонта ситуация на борту стала уже катастрофической. Самолёт вошел в крутую правую спираль с выходом за пределы эксплуатационных и конструктивных ограничений, выполнил около 3,5 витков правым разворотом со снижением с высоты около 2000 м с кренами от 34° до 60°. В крутом пикировании судно достигло вертикальной скорости около 100 м/с и приборной скорости порядка 600 км/ч. Пилоты не сумели в таких условиях перевести самолёт в горизонтальный полёт. В итоге самолёт в 22:27 по местному времени, примерно через семь минут после взлёта, столкнулся с водной поверхностью Каспийского моря у северной береговой черты Апшеронского полуострова, недалеко от поселка Нардаран и в 18 км от аэропорта взлёта и пропал с экранов радаров.
Часть обломков судна утонула, а часть была разбросана по пляжу и полосе прибоя на протяжении двух километров. Самолет полностью разрушился, весь экипаж и все находившиеся на борту пассажиры погибли. Сразу после сообщений о происшествии, на место крушения прибыли руководители и специалисты правоохранительных органов, соответствующих министерств, государственного концерна «Азербайджанские авиалинии» и бригады скорой медицинской помощи. Тела погибших, которые были разбросаны на берегу и в море, были увезены с места происшествия.

## Расследование
Распоряжением президента Азербайджанской Республики Ильхама Алиева № 1196 от 24 декабря 2005 года для расследования причин авиакатастрофы и принятия соответствующих мер была создана государственная комиссия в следующем составе:
- Председатель — премьер-министр Азербайджанской Республики Артур Расизаде.
- Члены комиссии:
  - Заместитель премьер-министра Азербайджанской Республики Абид Шарифов;
  - Генеральный директор государственного концерна «Азербайджанские авиалинии» Джахангир Аскеров;
  - Министр транспорта Азербайджанской Республики Зия Мамедов;
  - Министр иностранных дел Азербайджанской Республики Эльмар Мамедъяров;
  - Генеральный прокурор Азербайджанской Республики Закир Гаралов;
  - Министр внутренних дел Азербайджанской Республики Рамиль Усубов;
  - Министр национальной безопасности Азербайджанской Республики Эльдар Махмудов;
  - Министр здравоохранения Азербайджанской Республики Октай Ширалиев;
  - Министр труда и социальной защиты населения Азербайджанской Республики Али Нагиев;
  - Министр экологии и природных ресурсов Азербайджанской Республики Гусейнгулу Багиров.

Для расследования причин авиакатастрофы в Азербайджан вылетела украинская комиссия, в которую вошли представители Госслужбы по надзору за обеспечением безопасности авиации, АНТК им. Антонова (разработчик самолёта), Запорожского машиностроительного конструкторского бюро «Прогресс» (разработчик двигателя), ХГАПП и «Мотор Сич» (Запорожье, производитель двигателей).
28 декабря гендиректор «Азербайджанских авиалиний» Джахангир Аскеров сообщил на пресс-конференции, что по предварительной версии причиной крушения самолёта могли стать технические неполадки на борту. По его словам, первые данные «чёрного ящика» показали, что у экипажа были проблемы с информацией об индикации самолёта на приборах, и что пилот не мог определить местоположение самолёта. Также Аскеров заявил, что метеоусловия в момент катастрофы соответствовали норме.

Заключение
Катастрофа самолёта произошла вследствие нештатной работы бортовой системы индикации крена и тангажа (авиагоризонты) на этапе взлета и начального набора высоты, что в условиях ночного полета в сложных метеоусловиях привело к потере контроля пространственного положения со стороны членов экипажа и переходу самолета в нисходящую спираль с последующим столкновением с водной поверхностью.
- Нештатная работа системы индикации пространственного положения самолета выразилась:
  - в несрабатывании сигнализации левого авиагоризонта (отсутствие световой сигнализации на табло «АГ ЛЕВ ОТКАЗ» и признаков отказа на лицевой части прибора) при нахождении резервного авиагоризонта в предположительно заарретированном состоянии (не меняющиеся нулевые показания крена, причину которого комиссии установить не удалось, так как АГ резервный не был найден на месте авиационного происшествия и не исследован), что не позволило экипажу выявить фактически заарретированное состояние АГК левого и АГР. При этом несрабатывание сигнализации неработоспособного состояния левого авиагоризонта и отсутствие изменений показаний по крену и тангажу было вызвано отказом в системе его механизма арретирования;
  - в срабатывании сигнализации светового табло об отказе исправного правого авиагоризонта, связанного со штатной работой блока контроля кренов при отличии его показаний от значений крена левого и резервного авиагоризонтов на величину более порогового значения, что исключило для экипажа возможность определения пространственного положения ВС в полете по крену и тангажу в сложных метеоусловиях (сплошная облачность и наличие болтанки). В сложившейся ситуации, из-за малой высоты полета и отсутствия визуальных условий, экипажу не удалось стабилизировать самолет в полете по крену и тангажу.

- Техническое состояние левого авиагоризонта и неработоспособность системы его встроенного контроля, а также работа общей самолетной системы контроля авиагоризонтов по крену и электропитанию не могли обеспечивать безопасную эксплуатацию ВС и напрямую повлияли на катастрофический исход полета, так как комиссия в ходе расследования установила контрафактность левого АГК-77-15 №0693773 и фальсификацию года выпуска блоков контроля крена БКК-18 и сигнализатора нарушения питания СНП-1, установленных на данном ВС в сторону завышения («омоложения»), соответственно на 20 лет и на 6 лет.
- Необходимо особо отметить, что в ходе работы комиссии были установлены факты фальсификации паспортных данных и других агрегатов и изделий авиационного и радиоэлектронного оборудования, установленных как на самолете, потерпевшем АП, так и на самолете Ан-140-100 №4К-AZ49, в результате чего выяснилось, что на данных самолетах фактически эксплуатировались агрегаты и изделия, выработавшие назначенные ресурсы.
- Несмотря на то, что о фактах эксплуатации авиационной техники, находящейся за пределами установленных ресурсов, и ранее сообщалось комиссиями по расследованию АП (АП с самолетами Ил-76 RA-76588 от 14.07.2001, UR-78821 от 18.04.2001, UR-ZVA от 04.03.2004, ER-IBM от 30.12.2004), очевидно, что предпринятые меры по обнаружению и исключению из эксплуатации агрегатов и изделий, находящихся за пределами установленных ресурсов, оказались недостаточными.
- В связи с вышеизложенным, требуется создание государственной системы, исключающей использование на ВС контрафактных агрегатов и изделий, и фальсификацию паспортных данных.

## Последствия
25 декабря и 26 декабря по техническим причинам были отменены в общей сложности 5 рейсов, которые должен был выполнить Ан-140. В связи с авиакатастрофой авиакомпания «Азербайджанские авиалинии» прекратила эксплуатацию самолётов Ан-140 и импорт лайнеров этой марки. Авиакомпания также отказалась от получения оставшихся двух самолётов по контракту.